# Johannes Palaiologos (Thessaloniki)
Johannes Palaiologos (mittelgriechisch Ἰωάννης Παλαιολόγος; * vor 1419 in Thessaloniki; † nach 1423) war ein byzantinischer Prinz.

## Leben
Johannes war der vermutlich älteste Sohn von Andronikos Palaiologos, seit 1408 Despot und Statthalter von Thessaloniki. Er war somit ein Enkel von Kaiser Manuel II. und Helena Dragaš. Wie sein Vater trug auch Johannes den Despotentitel, wie eine Urkunde von 1419 bezeugt.
Angesichts der massiven osmanischen Bedrohung trat Andronikos Palaiologos seine Apanage Thessaloniki am 13. September 1423 an die Venezianer ab. Johannes begleitete seinen Vater ins Exil nach Mantineia. Was nach dessen Rückzug ins Kloster aus ihm wurde, ist unsicher. 1428 ernannte der neue Despot von Morea, sein Onkel Konstantin Palaiologos, einen Johannes Palaiologos zum Kommandanten der Festungen Pylos und Ithome.